# Nahr-e Abu Shanak
Nahr-e Abu Shanak (em persa: نهرابوشانك, também romanizada como Nahr-e Abū Shānak; também conhecida como Abū Shānak) é uma aldeia do distrito rural de Nasar, no condado de Abadan, na província de Khuzistão, Irã.
Segundo o censo de 2006, sua população era de 266 habitantes, em 51 famílias.